# Decarydendron helenae
Decarydendron helenae là một loài thực vật có hoa trong họ Monimiaceae. Loài này được Danguy miêu tả khoa học đầu tiên năm 1928.